# Charlotte Bankes
Charlotte Bankes (Hemel Hempstead, 10 giugno 1995) è una snowboarder britannica naturalizzata francese, specialista nello snowboard cross.

## Biografia
Nata nel Regno Unito, nel 1999 Charlotte Bankes si è trasferita con la sua famiglia a Puy-Saint-Vincent, in Francia. Campionessa nazionale francese di snowboard cross nel 2013, il 7 dicembre dello stesso anno ha fatto pure il suo debutto in Coppa del Mondo di snowboard a Montafon, in Austria.
Ha disputato le Olimpiadi di Soči 2014 giungendo 17ª nello snowboard cross, oltre a vantare due titoli mondiali juniores conquistati nel 2014 e nel 2015. A Kreischberg 2015 ha disputato i suoi primi campionati mondiali piazzandosi all'ottavo posto. Nell'edizione successiva di Sierra Nevada 2017 ha vinto, insieme a Manon Petit, la medaglia d'argento nello snowboard cross a squadre.
Alle Olimpiadi di Pyeongchang 2018 ha ottenuto il settimo posto nello snowboard cross. In seguito, insoddisfatta dal mancato pieno recupero di una frattura pelvica subita nel 2011 e che le causa un dolore cronico e l'impossibilità di allenarsi al meglio, decide di iniziare a gareggiare per la Gran Bretagna a partire dalla stagione 2018-19. Sotto la nuova bandiera ottiene il secondo posto nello snowboard cross ai campionati mondiali di Park City 2019.
Ai Giochi Olimpici di Pechino 2022 è stata eliminata ai quarti di finale. Si è laureata campionessa del mondo a Idre Fjäll 2021, titolo confermato nella successiva edizione di Bakuriani 2023, Nel 2022 e nel 2023 ha anche vinto la coppa di cristallo di snowboard cross. Nei Mondiali di Engadina 2025 ha vinto la medaglia d'argento.

## Palmarès

### Mondiali
- 5 medaglie:
  - 2 ori (snowboard cross a Idre Fjäll 2021; snowboard cross a squadre a Bakuriani 2023)
  - 3 argenti (snowboard cross a squadre a Sierra Nevada 2017; snowboard cross a Park City 2019; snowboard cross a Engadina 2025)

### Mondiali juniores
- 5 medaglie:
  - 4 ori (snowboard cross, snowboard cross a squadre a Chiesa in Valmalenco 2014; snowboard cross, snowboard cross a squadre a Yabuli 2015)
  - 1 argento (snowboard cross a Sierra Nevada 2012)

### Coppa del Mondo
- Vincitrice della Coppa del Mondo di snowboard cross nel 2022 e nel 2023
- 35 podi:
  - 25 vittorie
  - 3 secondi posti
  - 7 terzi posti

#### Coppa del Mondo - vittorie
| Data             | Luogo             | Paese    | Disciplina |
| ---------------- | ----------------- | -------- | ---------- |
| 21 marzo 2015    | La Molina         | Spagna   | SBX        |
| 25 marzo 2017    | Veysonnaz         | Svizzera | SBX        |
| 27 gennaio 2018  | Bansko            | Bulgaria | SBX        |
| 5 marzo 2021     | Bakuriani         | Georgia  | SBX        |
| 10 dicembre 2021 | Montafon          | Austria  | SBX        |
| 8 gennaio 2022   | Krasnojarsk       | Russia   | SBX        |
| 9 gennaio 2022   | Krasnojarsk       | Russia   | SBX        |
| 12 marzo 2022    | Reiteralm         | Austria  | SBX        |
| 20 marzo 2022    | Veysonnaz         | Svizzera | SBX        |
| 17 dicembre 2022 | Cervinia          | Italia   | SBX        |
| 4 febbraio 2023  | Cortina d'Ampezzo | Italia   | SBX        |
| 11 marzo 2023    | Sierra Nevada     | Spagna   | SBX        |
| 12 marzo 2023    | Sierra Nevada     | Spagna   | SBX        |
| 16 marzo 2023    | Veysonnaz         | Svizzera | SBX        |
| 25 marzo 2023    | Mont-Sainte-Anne  | Canada   | SBX        |
| 4 febbraio 2024  | Gudauri           | Georgia  | SBX        |
| 2 marzo 2024     | Sierra Nevada     | Spagna   | SBX        |
| 9 marzo 2024     | Cortina d'Ampezzo | Italia   | SBX        |
| 23 marzo 2024    | Mont-Sainte-Anne  | Canada   | SBX        |
| 24 marzo 2024    | Mont-Sainte-Anne  | Canada   | SBX        |
| 1º febbraio 2025 | Beidahu           | Cina     | SBX        |
| 2 febbraio 2025  | Beidahu           | Cina     | SBX        |
| 15 febbraio 2025 | Cortina d'Ampezzo | Italia   | SBX        |
| 1º marzo 2025    | Erzurum           | Turchia  | SBX        |
| 8 marzo 2025     | Gudauri           | Georgia  | SBX        |

Legenda:

SBX = Snowboard cross